# Eugène Joseph Delporte
Eugène Joseph Delporte   (Genappe, 10 de gener de 1882 - Uccle, 19 d'octubre de 1955) va ser un astrònom belga conegut pels seus múltiples descobriments d'asteroides.

## Recerca
En 1903 rep el títol de doctor en Ciències amb honors de primera classe en física i matemàtica. Aquest mateix any passa a treballar al Reial Observatori de Bèlgica com a assistent voluntari. A l'any següent obté la categoria d'assistent per convertir-se en astrònom assistent 5 anys més tard en 1909. Aconseguiria la plaça d'astrònom en 1924. Dotze anys després va ser fet director de l'Observatori dedicant-se la resta de la seva carrera a l'observació de planetes menors.
Va descobrir un total de 66 asteroides. Entre els seus descobriments més importants es troba l'asteroide (1221) Amor (que donaria nom als asteroides Amor) i l'asteroide asteroide Apol·lo (2101) Adonis. Va descobrir o codescobrí també alguns estels incloent el cometa periòdic 57P/du Toit-Neujmin-Delporte. Va treballar en el Reial Observatori de Bèlgica situat a la ciutat de Uccle (de la qual derivaria el nom de l'asteroide (1276) Ucclia).
En 1930 va fixar el sistema modern de límits entre les constel·lacions del cel, seguint línies d'ascensió recta i declinació de l'època B1875.0.

### Distincions
Premis
- Premi Agathon de Potter pel Reial Observatori de Bèlgica (1928)
- Distinció "Doyen du Travail", màxima distinció belga a un científic.

Epónimos
- Cràter lunar Delporte.

## Font
- «Obituary Notices : Eugene Joseph Delporte» (en anglès). Monthly Notices of the Royal Astronomical Society, 116, 1956, pàg. 143.

## Llista d'asteroides descoberts
| Asteroides descoberts: 66 | Asteroides descoberts: 66 |
| ------------------------- | ------------------------- |
| (1052) Belgica            | 15 de novembre de 1925    |
| (1068) Nofretete          | 13 de setembre de 1926    |
| (1122) Neith              | 17 de setembre de 1928    |
| (1124) Stroobantia        | 6 d'octubre de 1928       |
| (1128) Astrid             | 10 de març de 1929        |
| (1145) Robelmonte         | 3 de febrer de 1929       |
| (1168) Brandia            | 25 d'agost de 1930        |
| (1170) Siva               | 29 de setembre de 1930    |
| (1176) Lucidor            | 15 de novembre de 1930    |
| (1199) Geldonia           | 14 de setembre de 1931    |
| (1217) Maximiliana        | 13 de març de 1932        |
| (1221) Amor               | 12 de març de 1932        |
| (1222) Tina               | 11 de juny de 1932        |
| (1239) Queteleta          | 4 de febrer de 1932       |
| (1261) Legia              | 23 de març de 1933        |
| (1274) Delportia          | 28 de novembre de 1932    |
| (1276) Ucclia             | 24 de gener de 1933       |
| (1280) Baillauda          | 18 d'agost de 1933        |
| (1285) Julietta           | 21 d'agost de 1933        |
| (1288) Santa              | 26 d'agost de 1933        |
| (1290) Albertine          | 21 d'agost de 1933        |
| (1291) Phryne             | 15 de setembre de 1933    |

| Asteroides descoberts: 66 | Asteroides descoberts: 66 |
| ------------------------- | ------------------------- |
| (1293) Sonja              | 26 de setembre de 1933    |
| (1294) Antwerpia          | 24 d'octubre de 1933      |
| (1329) Eliane             | 23 de març de 1933        |
| (1341) Edmée              | 27 de gener de 1935       |
| (1350) Rosselia           | 3 d'octubre de 1934       |
| (1361) Leuschneria        | 30 d'agost de 1935        |
| (1363) Herberta           | 30 d'agost de 1935        |
| (1366) Piccolo            | 29 de novembre de 1932    |
| (1374) Isora              | 21 d'octubre de 1935      |
| (1375) Alfreda            | 22 d'octubre de 1935      |
| (1388) Aphrodite          | 24 de setembre de 1935    |
| (1401) Lavonne            | 22 d'octubre de 1935      |
| (1433) Geramtina          | 30 d'octubre de 1937      |
| (1476) Coix               | 10 de setembre de 1936    |
| (1486) Marilyn            | 23 d'agost de 1938        |
| (1491) Balduinus          | 23 de febrer de 1938      |
| (1493) Sigrid             | 26 d'agost de 1938        |
| (1543) Bourgeois          | 21 de setembre de 1941    |
| (1560) Strattonia         | 3 de desembre de 1942     |
| (1664) Felix              | 4 de febrer de 1929       |
| (1672) Gezelle            | 29 de gener de 1935       |
| (1698) Christophe         | 10 de febrer de 1934      |

| Asteroides descoberts: 66 | Asteroides descoberts: 66 |
| ------------------------- | ------------------------- |
| (1707) Chantal            | 8 de setembre de 1932     |
| (1711) Sandrine           | 29 de gener de 1935       |
| (1722) Goffin             | 23 de febrer de 1938      |
| (1724) Vladimir           | 28 de febrer de 1932      |
| (1754) Cunningham         | 29 de març de 1935        |
| (1848) Delvaux            | 18 d'agost de 1933        |
| (1878) Hughes             | 18 d'agost de 1933        |
| (1926) Demiddelaer        | 2 de maig de 1935         |
| (2101) Adonis             | 12 de febrer de 1936      |
| (2213) Meeus              | 24 de setembre de 1935    |
| (2276) Warck              | 18 d'agost de 1933        |
| (2331) Parvulesco         | 12 de març de 1936        |
| (2534) Houzeau            | 2 de novembre de 1931     |
| (2545) Verbiest           | 26 de gener de 1933       |
| (2713) Luxembourg         | 19 de febrer de 1938      |
| (2819) Ensor              | 20 d'octubre de 1933      |
| (2913) Horta              | 12 d'octubre de 1931      |
| (3534) Saix               | 15 de desembre de 1936    |
| (3567) Alvema             | 15 de novembre de 1930    |
| (3605) Davy               | 28 de novembre de 1932    |
| (6354) Vangelis           | 3 d'abril de 1934         |
| (7043) Godart             | 2 de setembre de 1934     |